# Welcome Home
Welcome Home – longplay zespołu Lombard, wydany w czerwcu 1990 nakładem wydawnictwa ZPR Records. Wydanie CD Polmark zostało wzbogacone o utwór „Krótki odlot”. Wydanie DG CD z 2000 roku wydawnictwa Koch International obok wspomnianego wcześniej zawiera kolejne dwa utwory „Mister of America” i „Dotykaj mnie”.
Album został nagrany w Studio Mirka Wróblewskiego w Warszawie. Realizacja nagrań – Mikołaj Wierusz. Foto i projekt graficzny – Jacek Gulczyński & Cooperativa.

## Lista utworów

### LP 1990
Strona A
1. „O! Hej tam na górze” (muz. Robert Kalicki, Henryk Baran – sł. Małgorzata Ostrowska) – 4:38
2. „Wyznawcy praw atomu” (muz. Robert Kalicki, Henryk Baran – sł. Małgorzata Ostrowska) – 3:50
3. „Jej głos po tamtej stronie” (muz. Piotr Zander, Robert Kalicki, Henryk Baran, Artur Malik – sł. Małgorzata Ostrowska) – 5:17
4. „Malowany krem” (muz. Robert Kalicki, Henryk Baran – sł. Małgorzata Ostrowska) – 4:36

Strona B
1. „Rzuć broń (i cześć bohaterom)” (muz. Piotr Zander – sł. Małgorzata Ostrowska) – 3:31
2. „Sypie się czas” (muz. Robert Kalicki, Henryk Baran – sł. Małgorzata Ostrowska) – 5:00
3. „Z serdecznymi życzeniami dla P.Z.” (muz. Robert Kalicki, Henryk Baran – sł. Małgorzata Ostrowska) – 3:45
4. „Słona mamona” (muz. Piotr Zander, Robert Kalicki, Henryk Baran, Artur Malik – sł. Małgorzata Ostrowska) – 3:45
5. „Welcome Home, Bóg w dom” (muz. Henryk Baran – sł. Małgorzata Ostrowska) – 2:25

### CD 1990
1. „O! Hej tam na górze” (muz. Robert Kalicki, Henryk Baran – sł. Małgorzata Ostrowska) – 4:38
2. „Krótki odlot” (muz. Henryk Baran – sł. Małgorzata Ostrowska) – 3:50
3. „Wyznawcy praw atomu” (muz. Robert Kalicki, Henryk Baran – sł. Małgorzata Ostrowska) – 5:17
4. „Jej głos po tamtej stronie” (muz. Piotr Zander, Robert Kalicki, Henryk Baran, Artur Malik – sł. Małgorzata Ostrowska) – 4:30
5. „Malowany krem” (muz. Robert Kalicki, Henryk Baran – sł. Małgorzata Ostrowska) – 4:36
6. „Rzuć broń (i cześć bohaterom)” (muz. Piotr Zander – sł. Małgorzata Ostrowska) – 3:31
7. „Sypie się czas” (muz. Robert Kalicki, Henryk Baran – sł. Małgorzata Ostrowska) – 5:00
8. „Z serdecznymi życzeniami dla P.Z.” (muz. Robert Kalicki, Henryk Baran – sł. Małgorzata Ostrowska) – 3:45
9. „Słona mamona” (muz. Piotr Zander, Robert Kalicki, Henryk Baran, Artur Malik – sł. Małgorzata Ostrowska) – 3:45
10. „Welcome Home, Bóg w dom” (muz. Henryk Baran – sł. Małgorzata Ostrowska) – 2:25

### DG CD 1999
1. „O! Hej tam na górze” (muz. Robert Kalicki, Henryk Baran – sł. Małgorzata Ostrowska) – 4:38
2. „Krótki odlot” (muz. Henryk Baran – sł. Małgorzata Ostrowska) – 3:50
3. „Wyznawcy praw atomu” (muz. Robert Kalicki, Henryk Baran – sł. Małgorzata Ostrowska) – 5:17
4. „Jej głos po tamtej stronie” (muz. Piotr Zander, Robert Kalicki, Henryk Baran, Artur Malik – sł. Małgorzata Ostrowska) – 4:30
5. „Malowany krem” (muz. Robert Kalicki, Henryk Baran – sł. Małgorzata Ostrowska) – 4:36
6. „Rzuć broń (i cześć bohaterom)” (muz. Piotr Zander – sł. Małgorzata Ostrowska) – 3:31
7. „Sypie się czas” (muz. Robert Kalicki, Henryk Baran – sł. Małgorzata Ostrowska) – 5:00
8. „Z serdecznymi życzeniami dla P.Z.” (muz. Robert Kalicki, Henryk Baran – sł. Małgorzata Ostrowska) – 3:45
9. „Słona mamona” (muz. Piotr Zander, Robert Kalicki, Henryk Baran, Artur Malik – sł. Małgorzata Ostrowska) – 3:45
10. „Welcome Home, Bóg w dom” (muz. Henryk Baran – sł. Małgorzata Ostrowska) – 2:25
11. „Mister of America” (muz. Tom Sideman – sł. Małgorzata Ostrowska) – 5:15
12. „Dotykaj mnie” (muz. Robert Kalicki – sł. Małgorzata Ostrowska) – 3:00

## Muzycy
- Robert Kalicki – śpiew, instrumenty klawiszowe
- Małgorzata Ostrowska – śpiew
- Piotr Zander – gitara, gitara basowa
- Henryk Baran – gitara basowa, śpiew, gitara
- Artur Malik – perkusja, śpiew

gościnnie
- Jerzy Styczyński – gitara

## Wydania
- LP – ZPR Records; Z-LP 004 (czerwiec 1990)
- MC – Polmark; PK-178 (wrzesień 1990)
- CD – Polmark; 1001 (grudzień 1990)
- DG CD – Koch International; 252009-2 (2000)